# 秀策數
秀策數代表了一名圍棋玩家與本因坊秀策之間的「距離」，以圍棋對弈者的數量作為「距離」單位。

## 計算方法
- 本因坊秀策本身的秀策數 = 0
- 其他的圍棋玩家的秀策數 = 1 + 曾經與其對弈的人之中擁有最小的秀策數者的秀策數（若有）
- 其他（完全沒有與有限秀策數擁有者對弈的）圍棋玩家的秀策數 = ∞

## 例子
- 玩家A曾經與本因坊秀策對弈，其秀策數就是 1 + 0 = 1
- 玩家B（對弈前秀策數 = ∞）在與玩家A（對弈前秀策數 = 1）對弈之後，玩家B的秀策數將會變成 1 + 1 = 2；而玩家A的秀策數將會不受影響

在此設有玩家C（對弈前秀策數 = 45）、玩家D（對弈前秀策數 = 9）、玩家E（對弈前秀策數 = ∞），三者事前沒有互相對弈
- 若果玩家C與玩家D對弈，玩家C的秀策數將會變成 1 + 9 = 10；而玩家D的秀策數將會不受影響
- 若果玩家D與玩家E對弈，玩家D的秀策數將會不受影響；而玩家E的秀策數將會變成 1 + 9 = 10
- 若果玩家C與玩家E對弈，玩家C的秀策數將會不受影響；而玩家E的秀策數將會變成 1 + 45 = 46

結論：當兩名玩家對弈，秀策數較小者的秀策數不受影響，秀策數較大者的秀策數將會變成 1 + 秀策數較小者的秀策數。

## 外部連結
- Sensei's Library: Shusaku Number （页面存档备份，存于）（英語）